# George Abercromby (3e baron Abercromby)
George Ralph Campbell Abercromby, 3e baron Abercromby (30 mai 1800 - 25 juin 1852) est un militaire, homme politique et pair écossais. Il est le fils de George Abercromby (2e baron Abercromby) et Montague Dundas. À sa mort en 1852, il est remplacé dans la baronnie par son fils aîné.

## Carrière
Il est officier dans le 51e régiment d'Infanterie. En 1817, il achète une lieutenance dans les Scots Guards et en 1818, il échange contre les 3rd Dragoon Guards comme cornette. En 1821, il achète une lieutenance dans le régiment et en 1822, une capitainerie dans le 12th Light Dragoons. En 1828, il est de retour dans les 3rd Dragoon Guards en tant que major et cette année-là, il achète un poste de Lieutenant-colonel d'infanterie. En 1842, il est colonel et, cette année-là, il échange avec les Coldstream Guards en tant que lieutenant-colonel. À la mort de son père le 15 février 1843, il devient le 3e baron d'Abercromby.
Il est député whig pour Clackmannanshire, 1824–1826 et 1830–1831; pour Stirlingshire, 1838–1841; et pour Clackmannanshire et Kinross-shire, 1841–1842. Il est Lord Lieutenant du Clackmannanshire, 1840–1852.
À sa mort, il est enterré à Tullibody.

## Famille
Il épouse Louisa Penuel Forbes, fille de John Hay Forbes, Lord Medwyn et Louisa Cumming-Gordon, le 3 avril 1832 et ont :
- Montague Abercromby (1835-1931), épouse George Boyle (6e comte de Glasgow) (1856)
- George Ralph Campbell Abercromby, 4e baron Abercromby (1838–1917)
- John Abercromby (5e baron Abercromby) (1841-1924)
- Ralph Abercromby (météorologiste) (en) (1842–1897)